# Pamphagidae
I Pamfagidi (Pamphagidae Burmeister, 1840) sono una famiglia di insetti ortotteri celiferi. Per la forma tozza e le sculture bizzarre, questi ortotteri sono noti in inglese con il nome comune di cavalletta-rospo (toad grasshopper).

## Descrizione
I Pamfagidi sono generalmente caratterizzati da rilevanti sculture dell'esoscheletro e dallo sviluppo singolare di alcune appendici che, unitamente alla conformazione generalmente tozza e alla pigmentazione variegata, spiegano il nome comune dato a queste cavallette. Sono frequenti il meiotterismo, con forme attere o microttere, e il mimetismo, al quale contribuiscono sia le sculture sia la pigmentazione.
Alcune specie raggiungono anche dimensioni ragguardevoli, con esemplari dal corpo lungo anche 10 cm. L'eccezionale sviluppo, il meiotterismo e la forma tozza conferiscono a questi insetti un comportamento atipico e poco frequente fra le cavallette in senso lato: sono infatti animali dai movimenti goffi e lenti e spiccano il salto con evidente difficoltà. Per questo motivo si catturano facilmente e sono facile preda da parte dei rapaci o di altri predatori.

## Biologia
A differenza degli Acrididae, i Pamphagidae non presentano nel loro comportamento la fase gregaria e le popolazioni sono di dimensioni contenute. Si tratta pertanto di insetti che, pur avendo un regime dietetico fitofago, non rappresentano un fattore di danno nei confronti dell'agricoltura.
Di maggiore importanza è l'interesse biologico ed ecologico dei Pamphagidae. Molte specie hanno una distribuzione geografica fortemente localizzata e sono perciò endemiche. La ridotta consistenza delle popolazioni e l'areale limitato rappresentano spesso un fattore di rischio e molte specie europee sono classificate come minacciate, fra le quali alcune specie endemiche italiane (Pamphagus sp.).
Le specie italiane, alcune di notevole sviluppo come i Pamphagus, sono componenti importanti della dieta di alcuni uccelli rapaci, quali il Grillaio e il Falco della regina.

## Sistematica
Secondo differenti schemi tassonomici, i Pamphagidae sono inseriti al rango di famiglia nella superfamiglia Acridoidea (adottata in questa sede) oppure in quella Pamphagoidea. In entrambi i casi fanno parte del raggruppamento degli Acridomorpha, interno al sottordine dei Caelifera.
Si tratta della famiglia più importante, dopo quella degli Acrididae, anche se annovera un numero più limitato di specie. La suddivisione interna si articola in diverse sottofamiglie e tribù oltre ad alcune specie tuttora prive di collocazione sistematica.
- Sottofamiglia Akicerinae Bolívar, 1916
  - Akicera Serville, 1831
  - Adephagus Saussure, 1887
  - Batrachornis Saussure, 1884
  - Batrachotetrix Burmeister, 1838
  - Eremotettix Saussure, 1888
  - Glyphanus Fieber, 1853
- Sottofamiglia Echinotropinae Dirsh, 1961
  - Echinotropis Uvarov, 1944
  - Geloiomimus Saussure, 1899
  - Parageloiomimus Dirsh, 1961
  - Thrincotropis Saussure, 1899
- Sottofamiglia Pamphaginae Burmeister, 1840
  - Tribù Euryparyphini
    - Euryparyphes Fischer, 1853
    - Nadigeumigus La Greca, 1993
    - Paraeumigus Bolívar, 1914
    - Paraeuryparyphes La Greca, 1993
    - Pseudamigus Chopard, 1943

  - Tribù Finotiini Bolívar, 1916
    - Finotia Bonnet, 1884

  - Tribù Haplotropiidini Sergeev, 1995
    - Haplotropis Saussure, 1888

  - Tribù Nocarodeini Bolívar, 1916
    - Araxiana Mishchenko, 1951
    - Bufonocarodes Mishchenko, 1951
    - Eunothrotes Adelung, 1907
    - Iranacris Mishchenko, 1951
    - Nocaracris Uvarov, 1928
    - Nocarodes Fischer von Waldheim, 1846
    - Oronothrotes Mishchenko, 1951
    - Paranocaracris Mishchenko, 1951
    - Paranocarodes Bolívar, 1916
    - Paranothrotes Mishchenko, 1951
    - Savalania Mishchenko, 1951
    - Saxetania Mishchenko, 1951
    - Tropidauchen Saussure, 1887

  - Tribù Pamphagini Burmeister, 1840
    - Acaeropa Uvarov, 1927
    - Acinipe Rambur, 1838
    - Eumigus Bolívar, 1878
    - Kurtharzia Koçak, 1981
    - Mistshenkoella Cejchan, 1969
    - Neoparanothrotes Mirzayans, 1990
    - Ocneridia Bolívar, 1912
    - Ocnerodes Brunner von Wattenwyl, 1882
    - Ocneropsis Uvarov, 1942
    - Ocnerosthenus Massa, 1995
    - Orchamus Stål, 1876
    - Paktia Pfadt, 1970
    - Pamphagus Thunberg, 1815
    - Paracinipe Descamps & Mounassif, 1972

  - Incertae sedis
    - Acrostira Enderlein, 1929
    - Cryptonothrotes La Greca, 2004
    - Ebnerodes Ramme, 1951
    - Eunapiodes Bolívar, 1907
    - Glauia Bolívar, 1912
    - Glauvarovia Morales-Agacino, 1945
    - Prionosthenus Bolívar, 1878
    - Pseudoglauia Morales-Agacino & Descamps, 1968
    - Purpuraria Enderlein, 1929
- Sottofamiglia Porthetinae Bolívar, 1916
  - Aphantotropis Uvarov, 1924
  - Bolivarella Saussure, 1887
  - Cultrinotus Bolívar, 1915
  - Hoplolopha Stål, 1876
  - Lamarckiana Kirby, 1910
  - Lobosceliana Dirsh, 1958
  - Pagopedilum Karsch, 1896
  - Porthetis Serville, 1831
  - Puncticornia Dirsh, 1958
  - Stolliana Bolívar, 1916
  - Trachypetrella Kirby, 1910
  - Transvaaliana Dirsh, 1958
  - Vansoniacris Dirsh, 1958
  - Xiphoceriana Dirsh, 1958
- Sottofamiglia Thrinchinae Stål, 1876
  - Asiotmethis Uvarov, 1943
  - Atrichotmethis Uvarov, 1943
  - Beybienkia Tsyplenkov, 1956
  - Dhofaria Popov, 1985
  - Eoeotmethis Zheng, 1985
  - Eotmethis Bey-Bienko, 1948
  - Eremocharis Saussure, 1884
  - Eremopeza Saussure, 1888
  - Eremotmethis Uvarov, 1943
  - Filchnerella Karny, 1908
  - Glyphotmethis Bey-Bienko, 1951
  - Iranotmethis Uvarov, 1943
  - Kanotmethis Yin, 1994
  - Melanotmethis Uvarov, 1943
  - Mongolotmethis Bey-Bienko, 1948
  - Paratmethis Zheng & He, 1996
  - Pezotmethis Uvarov, 1943
  - Prionotropis Fieber, 1853
  - Pseudotmethis Bey-Bienko, 1948
  - Rhinotmethis Sjöstedt, 1933
  - Sinotmethis Bey-Bienko, 1959
  - Strumiger Zubovski, 1896
  - Thrinchus Fischer von Waldheim, 1833
  - Tmethis Fieber, 1853
  - Tuarega Uvarov, 1943
- Incertae sedis
  - Neotmethis Usmani, 2008
  - Utubius Uvarov, 1936

### Specie presenti in Italia
In Italia  sono presenti otto differenti specie di Pamphagidae:
- Genere Pamphagus Thunberg, 1815
  - Pamphagus marmoratus Burmeister, 1838
  - Pamphagus ortolaniae Cusimano & Massa, 1977
  - Pamphagus sardeus Herrich-Schaeffer, 1840
- Genere Acinipe Rambur, 1838
  - Acinipe calabra O. G. Costa, 1828
  - Acinipe hesperica galvagnii  Cusimano & Massa, 1977
- Genere Ocneridia Bolivar, 1912
  - Ocneridia nigropunctata Lucas, 1849
- Genere Prionotropis Fieber, 1853
  - Prionotropis appula O. G. Costa, 1836
  - Prionotropis hystrix  hystrix  Germar, 1817